# .pm
.pm為法國海外屬地聖皮耶與密克隆群島國家及地區頂級域（ccTLD）的域名，由法国互联网合作协会負責管理，于2011年12月6日開放註冊服務。自2021年1月1日起，英国公民无法注册.pm域名，但之前英国公民註冊的域名依舊有效，到期後也可以續約。

## 外部連結
- IANA .pm whois information（页面存档备份，存于）
- .pm information website
- St Pierre & Miquelon